# 金榮在
金榮在（韓語：김영재，1975年10月5日—），韓國男演員。

## 演出作品

### 電視劇
- 2005年：KBS《這該死的愛情》
- 2006年：MBC《愛已經結束了》飾演 裴申旭
- 2007年：KBS《魔王》飾演 羅碩振
- 2008年：SBS《我的甜美都市》飾演 南由俊
- 2008年：KBS《傳說的故鄉》
- 2008年：MBC《愛你，別哭》飾演 趙泰燮
- 2009年：SBS《不要猶豫》飾演 崔民英
- 2010年：SBS《三姊妹》飾演 崔英浩
- 2012年：KBS《普通的戀愛》飾演 姜木匠
- 2012年：KBS《Drama Special－Amore Mio》飾演 徐旻宇
- 2013年：Mnet《Monstar》飾演 記者
- 2013年：KBS《最佳李純信》飾演 李慧信前夫
- 2013年：KBS《漂亮男人》飾演 朴文修
- 2013年：MBC《帝王之女守百香》
- 2014年：OCN《能看見鬼的警察處容》飾演 醫生（客串第1集）
- 2014年：KBS《貓來了》飾演 申世奇
- 2015年：MBC《媽媽》
- 2016年：OCN《吸血鬼偵探》飾演 金景秀
- 2016年：KBS《Drama Special－兩萬元到平壤》
- 2018年：tvN《Mother》飾演 恩哲
- 2018年：SBS《雖然30但仍17》飾演 金泰鎮
- 2018年：MBC《赤月青日》飾演 金旻錫
- 2019年：JTBC《風在吹》飾演 文慶勳
- 2020年：SBS《Hyena》飾演 尹赫在
- 2020年：tvN《秘密森林2》飾演 金蛇現
- 2021年：tvN《Mouse》飾演 高武元
- 2021年：tvN《High Class》飾演 李廷宇
- 2022年：tvN《王后傘下》飾演 皇子老師
- 2022年：JTBC《財閥家的小兒子》飾演 陳潤基
- 2023年：tvN《盜賊：七個朝鮮通寶》飾演 （特別出演）
- 2023年：MBC《Numbers：大廈之林的監視者們》飾演 姜賢
- 2023年：tvN《大指揮家：弦上的真相》饰演 金弼
- 2023年：SBS《與惡魔有約》飾演 （特別出演）

### 電影
- 2002年：《賣火柴女孩的再臨》
- 2002年：《海岸線》
- 2003年：《單身》
- 2004年：《再見UFO》
- 2005年：《智齒》
- 2007年：《密陽》饰演 李民基，信愛的弟弟
- 2008年：《摩登男孩》
- 2010年：《素食主義者》
- 2011年：《Link》
- 2011年：《格鬥少年菀得》
- 2011年：《特別搜查本部》
- 2012年：《制服誘惑3合1之去年夏天》飾演 慶勳
- 2014年：《标靶》饰演 检察官（友情出演）
- 2016年：《想念哥哥》饰演 东九的父亲
- 2019年：《再次，春天（朝鲜语：다시, 봄）》飾演 朴順慶
- 2019年：《量子物理學》飾演 崔智勳
- 2019年：《沒有臉孔的老大（朝鲜语：얼굴없는 보스）》飾演 申河鎮
- 2020年：《翻供》饰演 朴院长（友情出演）
- 2020年：《明明會說話》飾演 黃寶成室長
- 2023年：《3天的休假》饰演 民旭（特别出演）
- 待定：《跨栏》饰演 文锡[1]

## 外部連結
- 金榮在的Instagram帳戶
- 金榮在在NAVER上的资料
- 金榮在在韩国电影数据库（KMDb）上的資料（韓語）
- 金榮在在互联网电影资料库（IMDb）上的資料（英文）